# دالتون جونز
دالتون جونز (بالإنجليزية: Dalton Jones) هو لاعب كرة قاعدة أمريكي، ولد في 10 ديسمبر 1943 في ماكومب في الولايات المتحدة.

## وصلات خارجية
- دالتون جونز على موقعبيزبول رفرنس.كوم (الدوري الرئيسي) (الإنجليزية)
- دالتون جونز على موقع جمعية أبحاث البيسبول الأمريكية (الإنجليزية)
- دالتون جونز على موقع مشجعي الرسوم البيانية (الإنجليزية)